# بيلي بانغ
بيلي بانغ (بالإنجليزية: Billy Bang)‏ هو عازف جاز وملحن أمريكي، ولد في 20 سبتمبر 1947 في موبيل في الولايات المتحدة، وتوفي في 11 أبريل 2011 في هارلم في الولايات المتحدة بسبب سرطان الرئة.

## وصلات خارجية
- بيلي بانغ على موقع ميوزك برينز (الإنجليزية)
- بيلي بانغ على موقع أول ميوزيك (الإنجليزية)
- بيلي بانغ على موقع ديسكوغز (الإنجليزية)